# استیون هارپر
استیون جوزف هارپر (به انگلیسی: Stephen Joseph Harper) ‏ (۳۰ آوریل ۱۹۵۹ در تورنتو) بیست و دومین نخست‌وزیر کانادا بود. وی رهبر حزب محافظه کار بود و تحصیلات عالی خود را در رشته اقتصاد دانشگاه کلگری به پایان رسانده‌است.
او در سال ۲۰۰۲ نماینده حوزهٔ انتخابیه جنوب غربی کلگری شد و از سال ۱۹۹۳ تا ۱۹۹۷ نماینده غرب کلگری در پارلمان کانادا بود.
وی در دوران نخست‌وزیری‌اش، یکی از اصلی‌ترین حامیان اسرائیل و سرسخت‌ترین دشمنان ایران به‌شمار می‌رفت. وی در یک سخنرانی در ژانویه ۲۰۱۴ که در کنست اسرائیل ایراد کرد، اظهار کرده بود: «از طریق آتش و آب، کانادا در کنار شما خواهد ایستاد.» همچنین دولت وی، از مذاکرات هسته‌ای ایران که در نهایت به توافق هسته‌ای وین منتهی شد، حمایت نکرد.